# Internationale luchthaven Hohhot Baita
De internationale luchthaven Hohhot Baita (Mongools: zie infobox, Chinees: 呼和浩特白塔国际机场, Hanyu pinyin: Hūhéhàotè Báitǎ Guójì Jīcháng, Engels: Hohhot Baita International Airport) is een luchthaven op 14 kilometer ten oosten van Hohhot, China. De luchthaven bedient Hohhot en de rest van de autonome regio Binnen-Mongolië.
De luchthaven opende op 1 oktober 1958. De laatste uitbreiding dateert van 2007 toen in juni dat jaar een nieuwe terminal in gebruik werd genomen. In 2013 maakten 6.150.282 passagiers gebruik van de luchthaven. De luchthaven is een focuslocatie voor onder meer Air China, Beijing Capital Airlines, China Eastern Airlines, China Southern Airlines, China Express Airlines, Hainan Airlines, Shenzhen Airlines en Tianjin Airlines.